# Muntanyes Akaishi
|  | Aquest article tracta sobre la serralada. Vegeu-ne altres significats a «Minami-Alps». |

Les muntanyes Akaishi (japonès: 赤石山脈, Akaishi Sanmyaku), o Alps del Sud (南アルプス, Minami Arupusu), conformen una cadena muntanyosa japonesa al centre Honshū i que voreja les prefectures de Nagano, Yamanashi i Shizuoka.

## Vegeu també

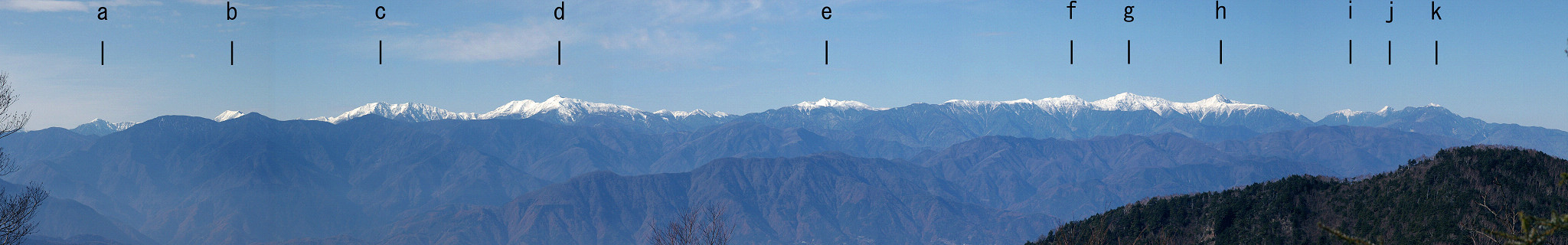
Vista panoràmica de les Muntanyes Akaishi.

## Muntanyes
- Komagatake (2967 m)
- Senjogatake (3033 m)
- Kitadake (3193 m)
- Noutoridake (3051 m)
- Akaishidake (3120 m)
- Hijiridake (3013 m)
- Tekaridake (2591 m)